# Daniel Mutu
Daniel Mutu (sinh ngày 11 tháng 9 năm 1987) là một cầu thủ bóng đá người România thi đấu cho câu lạc bộ Liga IV SR Braşov.